# Workingman's Blues No.2
"Workingman's Blues #2" es una canción compuesta por el músico estadounidense Bob Dylan y publicada en el aclamado álbum de estudio de 2006 Modern Times.
La canción incluye un estilo basado en el blues al igual que otros temas del álbum, especialmente "When the Deal Goes Down". Melódicamente, incluye un teclado y una guitarra, además de un órgano eléctrico situado en algunas partes de la canción, con la voz de Dylan superpuesta.
La letra de la canción presenta un trasfondo político y social mezclado con la temática de una balada de amor. Algunos toques de relieve espiritual pueden presentarse en la letra, aunque no de forma explícita. Por otra parte, la letra no deja claro si la persona a la que hace referencia es un trabajador o el propio Dylan. De todos modos, al igual que otras canciones de Dylan a lo largo de los años, la letra de la canción puede ser interpretada de distintos modos según la perspectiva.
La canción está inspirada en el tema de Merle Haggard "Workin' Man's Blues".

## Controversia
En octubre de 2006, el diario Nelson Mail publicó un artículo del poeta neozelandés Cliff Fell en el que se exploraban similitudes entre la letra de "Workingman's Blues #2" y los trabajos del poeta romano del primer siglo Ovidio, especialmente la traducción de Peter Green de Epistulae ex Ponto.
Fell encontró varios comparativos:

Bob Dylan: "No one can ever claim / that I took up arms against you"

Ovidio: "No one can claim that I ever took up arms against you"

Bob Dylan: "To lead me off in a cheerful dance" 

Ovidio: "Or Niobe, bereaved, lead off some cheerful dance" (Libro 5, Sección 12, línea 8)

Bob Dylan: "Tell me now, am I wrong in thinking / that you have forgotten me?"

Ovidio: "That I'm wrong in thinking you have forgotten me!" (Tristia, libro 5, sección 13, línea 18)

Bob Dylan: "You are dearer to me than myself / as you yourself can see" 

Ovidio: "Wife, dearer to me than myself, you yourself can see" (Tristia, libro 5, sección 14, línea 2)

Bob Dylan: "My cruel weapons have been put on the shelf"

Ovidio: "Show mercy, I beg you, shelve your cruel weapons" (Tristia, libro 2, sección 1, línea 179)

El profesor de la Universidad de Harvard Richard F. Thomas haría una investigación más profunda en el interés de Dylan por Ovidio en su publicación The Streets of Rome: The Classical Dylan, que fue publicado en Oral Tradition y añadió más similitudes:

Bob Dylan: "Now the place is ringed with countless foes"

Ovidio: "I’m barred from relaxation / in a place ringed by countless foes." (Tristia, libro 5, sección 12, líneas 19-20)

Bob Dylan: "Them I will forget / But you I’ll remember always" 

Ovidio: "Them I’ll forget, / but you I’ll remember always" (Letras del Mar Negro)

Otras referencias a Ovidio aparecen en las canciones "Ain't Talkin'", "Spirit on the Water" y "The Levee's Gonna Break".